# Graf regular

El graf de Petersen és un graf regular de grau 3

En teoria de grafs, un graf regular és un graf on cada vèrtex té el mateix nombre de veïns; és a dir, tots els vèrtexs tenen el mateix grau o valència. Un graf dirigit regular ha de satisfer la condició addicional que el grau d'entrada i el grau de sortida de tots els vèrtexs han de ser iguals. Un graf regular amb vèrtexs de grau k s'anomena graf k-regular o graf regular de grau k.

## Existència
Una condició necessària i suficient perquè existeixi un graf k-regular d'ordre n és que n ≥ k+1 i que nk sigui parell. En eixe cas, resulta senzill construir grafs regulars a partir d'una elecció adequada dels paràmetres d'un graf circulant.

## Propietats algebraiques
Sigui A la matriu d'adjacència d'un graf. Aleshores el graf és regular si i només si {\displaystyle {\textbf {j}}=(1,\dots ,1)} és un vector propi d'A. El seu valor propi és el grau constant del graf. Els vectors propis corresponents a altres valors propis són ortogonals a {\displaystyle {\textbf {j}}}, de manera que, per a aquests vectors propis {\displaystyle v=(v_{1},\dots ,v_{n})}, es té
{\displaystyle \sum _{i=1}^{n}v_{i}=0}.
Un graf regular de grau k és connex si i només si el valor propi k té multiplicitat 1. La implicació en sentit directe és una conseqüència del teorema de Perron-Frobenius.
També existeix un criteri per a grafs regulars i connexos: un graf és connex i regular si i només si la matriu d'uns J, amb {\displaystyle J_{ij}=1}, està en l'àlgebra d'adjacència del graf (és a dir, si i només si és una combinació lineal de potències de A).
Sigui G un graf k-regular amb diàmetre D, i escrivim els valors propis de la seva matriu d'adjacència com {\displaystyle k=\lambda _{0}>\lambda _{1}\geq \cdots \geq \lambda _{n-1}}. Si G no és bipartit, llavors
{\displaystyle D\leq {\frac {\log {(n-1)}}{\log(\lambda _{0}/\lambda _{1})}}+1}.
Un teorema de Nash-Williams afirma que tot graf k-regular de 2k + 1 vèrtexs té un cicle hamiltonià.

## Classificació
Els grafs regulars de grau fins a 2 són fàcils de classificar: un graf 0-regular consisteix d'un conjunt de vèrtexs desconnectats; un graf 1-regular consisteix d'un conjunt d'arestes desconnectades, i un graf 2-regular pot estar format per cicles desconnectats i cadenes infinites.
Un graf 3-regular es coneix amb el nom de graf cúbic.

Graf 0-regular
Graf 1-regular
Graf 2-regular
Graf 3-regular
Graf de Petersen (graf cúbic particular)
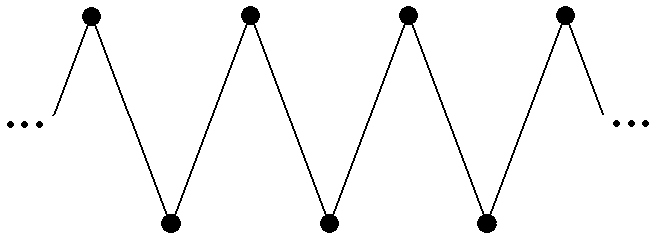
Graf 2-regular infinit

## Consideracions algorísmiques

### Optimització combinatòria
Alguns problemes sobre grafs són difícils inclús si hom es restringeix a la classe dels grafs regulars. En concret, la coloració, el problema del viatjant de comerç i el problema del conjunt independent maximal són NP-complets per als grafs regulars i fins i tot per als grafs k-regulars amb k fixat.
En canvi, el problema d'isomorfisme de grafs és decidible en temps polinòmic per als grafs de grau fitat, com per exemple els grafs regulars.

### Generació
Es poden generar grafs regulars amb el programari GenReg.

## Grafs fortament regulars
Un graf fortament regular és un graf regular on tot parell adjacent de vèrtexs té el mateix nombre λ de veïns en comú, i tot parell de vèrtexs no adjacents té el mateix nombre μ de veïns en comú. Els grafs més petits que són regulars però no fortament regulars són el graf cicle de 6 vèrtexs i el graf circulant de 6 vèrtexs. El graf complet {\displaystyle K_{m}} és fortament regular per a qualsevol {\displaystyle m}.